# サンダークロス
『サンダークロス』 (THUNDER CROSS) は、コナミ（後のコナミアミューズメント）より1988年に発売されたアーケードゲーム。ジャンルは横スクロールシューティングゲーム。
1991年に続編『サンダークロスII』が発売されている。
本作には、難易度が低すぎて満足なインカムを得られなかったことから調整を受けた後期版、後後期版のROM基板が存在する。具体的な変更は敵の耐久度上昇や、周回による難易度の上昇である。また、まったく内容の異なる海外版も存在する（後述）。

## 概要
本作にもグラディウスシリーズと同様に、横スクロールシューティングゲームかつ、自機と同じ攻撃をする無敵の分身であるオプションシステムが採用されている。大きな差異として、オプションは自機の上下に2個ずつ固定装着され、自機を追尾しない代わりにオプションの位置をボタン操作で（自機の上下方向のみであるが）任意に動かせる点がある。
武器もノーマルショットのほか、連射機能が付いているバルカン、敵や壁に当たると跳ね返るブーメランショット、後方にも攻撃可能なツインレーザーのレギュラー武器3種と、太いレーザーを発射可能なマクロレーザー、爆風が広範囲におよぶナパームショット、常に前方へ攻撃したままの体勢にできる火炎放射のスペシャル武器3種と、多彩である。
『グラディウスII -GOFERの野望-』（1988年）の全盛期と重なり、家庭用には長らく移植されなかった。さらには、サウンドトラック『KONAMI GAME MUSIC COLLECTION VOL.0』（1993年）に日本国外では本作が『グラディウスII』よりも人気があることが当時のゲーマーにやや意外性を感じさせることを匂わせる記述が見られ、ゲーマーの間でも知名度はやや低かったようである。また、ゲーム誌『ゲーメスト』にてゲームデザイナーのMTJ（三辻富貴朗）に「オプションを活かし切っていない」とも評された。

## 音楽
サウンド面では音源にYM2151チップを搭載しているほか、作曲はコナミ矩形波倶楽部のプロフェット・FUKAMI（深見誠一）およびJ_KANE（ジェイ・アンダーバー・カネ、兼田潤一郎）が担当している。また、1989年に発売された本作のオリジナル音源および2面BGM"Skywalker"のアレンジを収録したサウンドトラック『サンダークロス』（1993年）はコナミレーベル第1弾の1枚となったほか、サウンドトラック『こなみすぺしゃるみゅーじっく -千両箱-』（1990年）のディスク2では"Skywalker"の制作過程が解説されており、当時のゲーム音楽作曲の一端を垣間見ることができる。

## ゲーム内容
8方向レバーと2ボタンで自機『ブルーサンダー45型』（2P側は『レッドサンダー24型』）を操作する横スクロールシューティング。ボタン1がショット、ボタン2がオプションコントロールボタン。ノーマルショットは3連射が可能。その他パワーアップ装備の詳細は後述する。
2P同時プレイが可能。いずれかのプレイヤーの途中参加もできる。
オプションを装着すると、オプションコントロールボタンを押下している間オプションを上下に動かす事ができる。自機の上または下に2個オプションがついた場合、オプション同士の間隔が大きく拡がる様に動く。これらの特性を利用し、広範囲に襲ってくる敵や障害物の向こうにいる敵を撃破したり、火力を集中させて攻撃する事ができる。
自機が敵本体・敵弾・障害物に激突すると一機失い、残機があればその場から再スタートする。初回3万点、以後20万点ごとに残機が増える。残機を全て失うとコンティニューのタイマーカウントが表示され、継続しない場合はゲームオーバーとなる。
全7ステージをクリアするとエンディング。以降、難度の上昇したステージ1から再スタートする。

### パワーアップ
赤い敵の編隊を全滅させるか、赤い単体の敵一機を倒すと以下のパワーアップアイテムを落とす。
アイテムを全て取得していった場合の出現パターンはO→S→武器（スピードアップ取得後）→O→武器→O→武器→O→スペシャル武器（フル装備時）→？（スペシャル武器取得中のみ）→1UP（スペシャル武器装備中、かつ後述の条件達成時のみ）。ミスすると出現パターンがリセットされ、再びOから出現する。
ちなみに画面内にアイテムが出現している間に別の赤い敵を倒してもうひとつアイテムを出すと、先に出現しているアイテムと同じものが複数同時に出現する。これを利用し、復活直後にOを2個以上出したり、Sを2個出現させてスピードを2段階以上に上げるといった事も可能である。 
2P同時プレイ時は、Oの次がSではなく、Oが出現する。それぞれのプレイヤーが均等にパワーアップを取得していかないと、その次以降しばらくSが続けて出現したりといった具合に、出現パターンに違いが出てくる。

#### レギュラー装備
Oのみ時間経過で変化しない。
スピードアップ未取得時は、時間経過と共にS（次に変化するまでの時間が長い）→V→B→T→O→S→…、取得後はV→B→T→V→…の順で変化する。
ショットレベルは、現在所持している武器と違う種類を取得してもレベルダウンされずに保持される。最大3段階まで上がる。
O（オプション）
自機と同じ攻撃(スペシャル武器装備時を除く)を行うオプションが装着される。ひとつ取るごとに自機の下→上→下→上と1個ずつ装着され、上下に2個ずつ、計4個まで装着する事ができる。二人同時プレイ時は二人で計4個まで。
オプションコントロールボタンで、オプションの間隔操作が可能である。どのパワーアップも基本的には直進弾であるため、これで攻撃範囲を広げて死角をカバーする。
S（スピードアップ）
自機の移動速度が上昇する。インストカードでは最大16段階までとされるが、1つ取ると以後はプレイヤーがミスするまで出現しないので、1プレイヤーのみのプレイ時は実質1段階のままプレイする事になる。ただし上記のアイテム出現方法や、2P同時プレイ時に片方のプレイヤーがパワーアップを取得せずに進めるなどすれば、複数のSを出現させて2段階以上にアップする事も可能である。
V（バルカン）
実弾のような形に変化。初期装備のショットと似ているが弾速が向上し、同時発射弾数がパワーアップ二段階目で4連射へと増える。威力は3種類の中で最も低い。
バルカンのみオート連射機能が付いており、ボタンを押したままで連射可能。ただし手で連打すると速射性がさらに上がる。
B（ブーメランレーザー）
敵や壁に当たると45°向きを変えて跳ね返る。弾の見た目はブーメランだが特性としては反射弾である。パワーアップするごとに弾速が上がり、同時発射弾数も2→3→4と増える。
最大パワーアップ時は弾が画面を埋め尽くすほどの攻撃となるので、最終面以外の殆どの場面で有利な武器。ただし1段階目は同時発射弾数がノーマルショットの3発から2発へと減少する上に、弾速が非常に遅い。
T（ツインレーザー）
前方と後方へ2発ずつ同時にレーザーを発射する。3段階目になると貫通性能が加わる。見た目も長くなるが、『グラディウス』のレーザーのようなY軸誘導はできない。

#### スペシャル武器(スペシャルパワーアップ)
回数制の強力な武器。フル装備状態（オプション*4、スピード*1、ショット3段階目）時のみ出現する。この際、以降のパワーアップアイテムは出現時のみ L→F→N と変化し、その後は B→T→V→B… のループになる。スペシャル武器のいずれかを取るまで、この順が続く。段階パワーアップは無い。
取得するとオプションの形が変化。スペシャル武器は有限のゲージ制（LとNは10発）で、使用はオプションコントロールボタンで行う。この間、オプションのフォーメーション操作は不能。
L（マクロレーザー）
自機の上下移動に合わせてY軸誘導できる太いレーザーを発射する。当たり判定は見た目より小さめになっている。
F（火炎放射）
ボタンを押している間だけ、一定距離まで伸びながら持続する火炎放射を行う。このパワーアップのみボタンを押す時間の長さでゲージが消費されるため、ボタンをチョンチョンと細かく押して撃てば比較的長持ちさせる事ができる。スペシャル武器の中で最も飛距離が短い。
N（ナパームショット）
着弾時、または一定距離で爆風が広範囲におよぶ単発弾を発射。前方に障害物がなければ、火炎放射よりもわずかに遠くまで爆風が到達する。
スペシャル武器は、どれも障害物も貫通して敵を破壊できる。
スペシャル武器を装備している時にアイテムを落とす敵を倒すと、パワーアップアイテムの変化の最初のみ「？」になる。「？」はボーナス点になるが、2個目、258個目、514個目（つまり256の倍数+2個目）…は「1UP」になる。258個目の1UPが出現するのは、効率よくプレイしても1千万点にやっと到達する7周目であるため、1UPは一度だけという記述が各種媒体上で見られるが、実際はエブリエクステンド以外でも残機を複数増やせる。

### 隠れキャラ
ステージ1から6までのステージ中に登場する特定の障害物の中には、イカやトンボといった2種類の隠れキャラが潜んでいる。破壊すれば5000点のボーナスが入る。

## 日本国外版
日本国外では北米と欧州で稼働。特に北米版は、日本国内版と比較して以下の様な違いがある。
- オプション2個が標準装備。復活時も2個装着されている。
- スピードアップやスペシャルパワーアップ、1UPといったアイテムが存在しない。すなわち残機はスコアエブリのみで増加する。『B』アイテムはスコアボーナスアイテムとなっている。
- オプションの上下幅は固定。日本国内版でのオプションコントロールボタンは、後述の「LIL'BABY」発射ボタンとして使用する。
- パワーアップがバルカン1種のみ。アイテム取得により日本国内版での最大火力相当になる。
- 1ステージにつき3発、「LIL'BABY」というボムを使用できる。国内版でのオプションボタン押下で発射。ナパームショットが画面中に広がり、敵と敵弾を消し去る。ミスしても回復せず、補充アイテムも存在しないが、ステージクリアすると残弾が3発に戻る。
- ステージ順序が入れ替わっており、2→1→4→3→6→5→7となっている。
- 敵が自機に向かって発砲する弾の中に、時々高速弾が混じることがある。
- 追加敵キャラクターとして、破壊するか一定時間経過後に破裂した際、拡散弾と誘導弾を同時に発射する物が追加されている。誘導弾の追尾能力は非常に高いため、これによってゲームの難度が大幅に上昇している。
- エンディングは、スタートデモでの惑星をバックとしてスタッフロールが流れるものに変更されており、1面ボス復活の演出は取り入れられていない。

## 設定

### ストーリー
人類は辺境の星「ハミアムIV」の開拓を進めていたが、突如として連絡が途絶えてしまう。宇宙軍はパトロールチームを派遣して調査に向かったが、そこに待ち受けていたのはアンドロメダ星雲でも最も強力な力を持つと言われる、冷酷無比な超機械化軍団であった。

### ステージ構成
全7ステージ。エンディングでは敵がなお壊滅していないことを示唆する演出があり、終了後に次周回が始まる。コンティニューは1周目の6面まで可能で、それ以降はコンティニュー不可。
| St. | ステージ使用曲    | ボス             | 解説 |
| --- | ----------------- | ---------------- | --- |
| 1   | First Attack      | エッガー         | 岩山ステージ。中ボス直後にガス噴射地帯がある。 このステージで最強の状態にすることも可能。ボスは触手の根元部分には当たり判定が無く、通り抜けられる。 ボスは2周目以降移動速度がアップし、初期スピードでは逃げ切れない。                                                                   |
| 2   | Skywalker         | ガンガー         | ビル街を進む。中ボスは後ろからやってくるものがいる。 また、隠れキャラのイカゲソがステージの何処かにいる（他にもステージ3、5、6にいる）。 |
| 3   | Machine Graveyard | ガーチャイーガー | 機械墓場。障害物を盾にして隠れているザコや、攻撃すると割れて破壊不能な破片になるザコ、後方から高速で体当たりしてくるザコなどいやらしい攻撃が多い。 ガスバーナーのソーダクトは非常に硬いが、破壊せず進むこともできる。ボスは腕を伸ばして攻撃してくるうえ、弱点部分にバリアも張っている。 |
| 4   | Great Battleship  | ビッガー         | 巨大戦艦ビッガーと夕焼けの中で対決。本体の上下の幅を狭めて来たりレーザーを発射したりする。 ザコも多い。コアは3回目の突入時に破壊可能。 |
| 5   | Endless Labyrinth | ボッガー         | 基地の内部。他のステージと比べてスクロールがやや早めである。通路が分かれる箇所はオプションを広げていると、自機がいない通路の敵も攻撃できる。 ボスは2段階に変化し、2段階目ではレーザーを乱射してくる。                                                                                   |
| 6   | Fire Cavern       | フィガー         | 溶岩洞窟。緑の溶岩岩は当たり判定が甘い。途中で飛んでくる火の玉は数が多いうえに硬いが、誘導して回避できる。 ボスは左下がやや安全。 |
| 7   | Final Base        | マシンガー       | 最終要塞。後ろから来る敵が多いので、ツインレーザーを装備しなければ太刀打ちできない。最終ボスは比較的耐久力が高いが、分裂弾とレーザーのタイミングにパターンがある。 ツインレーザーを装備してボス右上でミサイルを撃っているだけで、永久パターンになる。                                   |

## 移植版
| No. | タイトル                                          | 発売日        | 対応機種                                     | 開発元                        | 発売元     | メディア                                | 型式       | 備考 |
| --- | ------------------------------------------------- | ------------- | -------------------------------------------- | ----------------------------- | ---------- | --------------------------------------- | ---------- | --- |
| 1   | オレたちゲーセン族 サンダークロス                 | 2007年2月8日  | PlayStation 2                                | コナミ                        | ハムスター | CD-ROM                                  | SLPM-62744 | アーケード版の移植 |
| 2   | サンダークロス                                    | 2017年6月8日  | PlayStation 4                                | コナミ                        | ハムスター | ダウンロード （アーケードアーカイブス） |            | アーケード版の移植 日本版OLD、日本版NEW、北米版、欧州版を収録                                                          |
| 3   | アーケードクラシックス アニバーサリーコレクション | 2019年4月18日 | PlayStation 4 Xbox One Nintendo Switch Steam | ハムスター ゴッチテクノロジー | コナミ     | ダウンロード                            |            | 本作も含むアーケードゲーム8作品を収録したオムニバスソフトの1作として収録 アップデートにより英語版(THUNDER CROSS)が追加 |
| 4   | サンダークロス                                    | 2021年2月11日 | Nintendo Switch                              | コナミ                        | ハムスター | ダウンロード （アーケードアーカイブス） |            | アーケード版の移植 日本版OLD、日本版NEW、北米版、欧州版を収録                                                          |

X68000への移植も計画されたが頓挫している。

## スタッフ
- ソフト・テクニシャン：KALCIUM WADA、THE GREAT UTAMARO
- チーム・コンサルタント：BEAUTY HIDE
- プロダクション・スーパーバイザー：K.HIRO
- アニメーション・キャラクター：MORIYAMA 24
- セット・ビジュアル・アーティスト：M.SUNACHAN
- スペシャル・サンクス：KEN HEINE、STRONG AUSHER、MOMONGA STONE、DR.HIDE
- サウンド・デザイン：NAYNPY J-KANE（兼田潤一郎）、PROPHET FUKA（深見誠一）
- プロセッシング・ハード：TAKA
- パッケージ・デザイン：MAYA 2095

## 評価
アーケード版
ゲーム誌『ゲーメスト』の企画「第3回ゲーメスト大賞」（1989年度）において、ベストシューティング賞8位、ベストVGM賞6位、年間ヒットゲーム36位を獲得した。
ゲーム雑誌編集者の前田尋之は、ゲーム文化保存研究所に寄せた記事の中で、初心者でも楽しめるように工夫が施された意欲的な作品だと評価している。
Game Watchの鴫原盛之は、本作の音楽について、『グラディウスII』よりも軽快な曲が多いと述べている。

## 他作品への影響
本作が後のコナミゲームに与えた影響はさまざまな部分に出ている。例えば、本作のBGMを作曲したプロフェット深見は『グラディウスIII -伝説から神話へ-』（1989年）の曲も作曲しており、特に同作3面BGM"In The Wind"については同作のサウンドトラックライナーノーツで「サンダークロスのあの曲と双子の関係にある」と本作の"Skywalker"との関係を強く示唆する発言をしている。また、MSX2用ソフト『スペースマンボウ』（1989年）は当初、本作の移植版として開発されていたほか、『グラディウスV』（2004年）では本作と同種のオプションを装備として選択できる（オプションタイプ3・スペーシング）。
後発の作品との関連については#関連項目節を参照。